# Okenia
Genre
Synonymes
- Bermudella Odhner, 1941
- Cargoa Vogel & Schultz, 1970
- Ceratodoris Gray, 1850
- Echinodoris Bergh, 1874
- Hopkinsia MacFarland, 1905
- Hopkinsiella Baba, 1938
- Idalia Leuckart, 1828
- Idaliella Bergh, 1881
- Idalina Norman, 1890
- Sakishimaia Hamatani, 2001
- Teshia Edmunds, 1966[1]

Okenia est un genre de mollusques nudibranches (limaces de mer) de la famille des Goniodorididae.

## Liste des genres
Selon World Register of Marine Species (24 octobre 2015) :
- Okenia academica Camacho-Garcia & Gosliner, 2004
- Okenia africana Edmunds, 2009
- Okenia ameliae Ortea, Moro & Caballer, 2014
- Okenia amoenula (Bergh, 1907)
- Okenia angelensis Lance, 1966
- Okenia angelica Gosliner & Bertsch, 2004
- Okenia aspersa (Alder & Hancock, 1845)
- Okenia atkinsonorum Rudman, 2007
- Okenia barnardi Baba, 1937
- Okenia brunneomaculata Gosliner, 2004
- Okenia cochimi Gosliner & Bertsch, 2004
- Okenia cupella (Vogel & Schultz, 1970)
- Okenia digitata (Edmunds, 1966)
- Okenia distincta Baba, 1940
- Okenia echinata Baba, 1949
- Okenia elegans (Leuckart, 1828)
- Okenia eolida (Quoy & Gaimard, 1832)
- Okenia evelinae Er. Marcus, 1957
- Okenia felis Gosliner, 2010
- Okenia ghanensis Edmunds, 2009
- Okenia hallucigenia Rudman, 2004
- Okenia harastii Pola, Roldán & Padilla, 2014
- Okenia hiroi (Baba, 1938)
- Okenia hispanica Valdés & Ortea, 1995
- Okenia impexa Er. Marcus, 1957
- Okenia japonica Baba, 1949
- Okenia kendi Gosliner, 2004
- Okenia kondoi (Hamatani, 2001)
- Okenia lambat Gosliner, 2004
- Okenia leachii (Alder & Hancock, 1854)
- Okenia liklik Gosliner, 2004
- Okenia luna Millen, Schrödl, Vargas & Indacochea, 1994
- Okenia mediterranea (Von Ihering, 1886)
- Okenia mellita Rudman, 2004
- Okenia mexicorum Gosliner & Bertsch, 2004
- Okenia mica Ortea & Moro, 2014
- Okenia mija Burn, 1967
- Okenia miramarae Ortea & Espinosa, 2000
- Okenia nakamotoensis (Hamatani, 2001)
- Okenia opuntia Baba, 1960
- Okenia pellucida Burn, 1967
- Okenia pilosa (Bouchet & Ortea, 1983)
- Okenia purpurata Rudman, 2004
- Okenia purpureolineata Gosliner, 2004
- Okenia rhinorma Rudman, 2007
- Okenia rosacea (MacFarland, 1905)
- Okenia sapelona Ev. Marcus & Er. Marcus, 1967
- Okenia stellata Rudman, 2004
- Okenia vancouverensis (O'Donoghue, 1921)
- Okenia vena Rudman, 2004
- Okenia virginiae Gosliner, 2004
- Okenia zoobotryon (Smallwood, 1910)

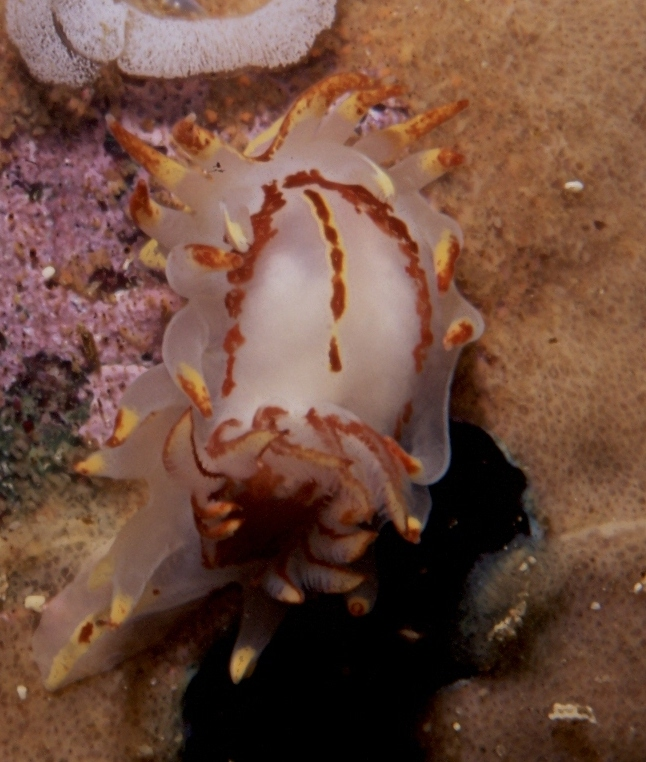
Okenia amoenula
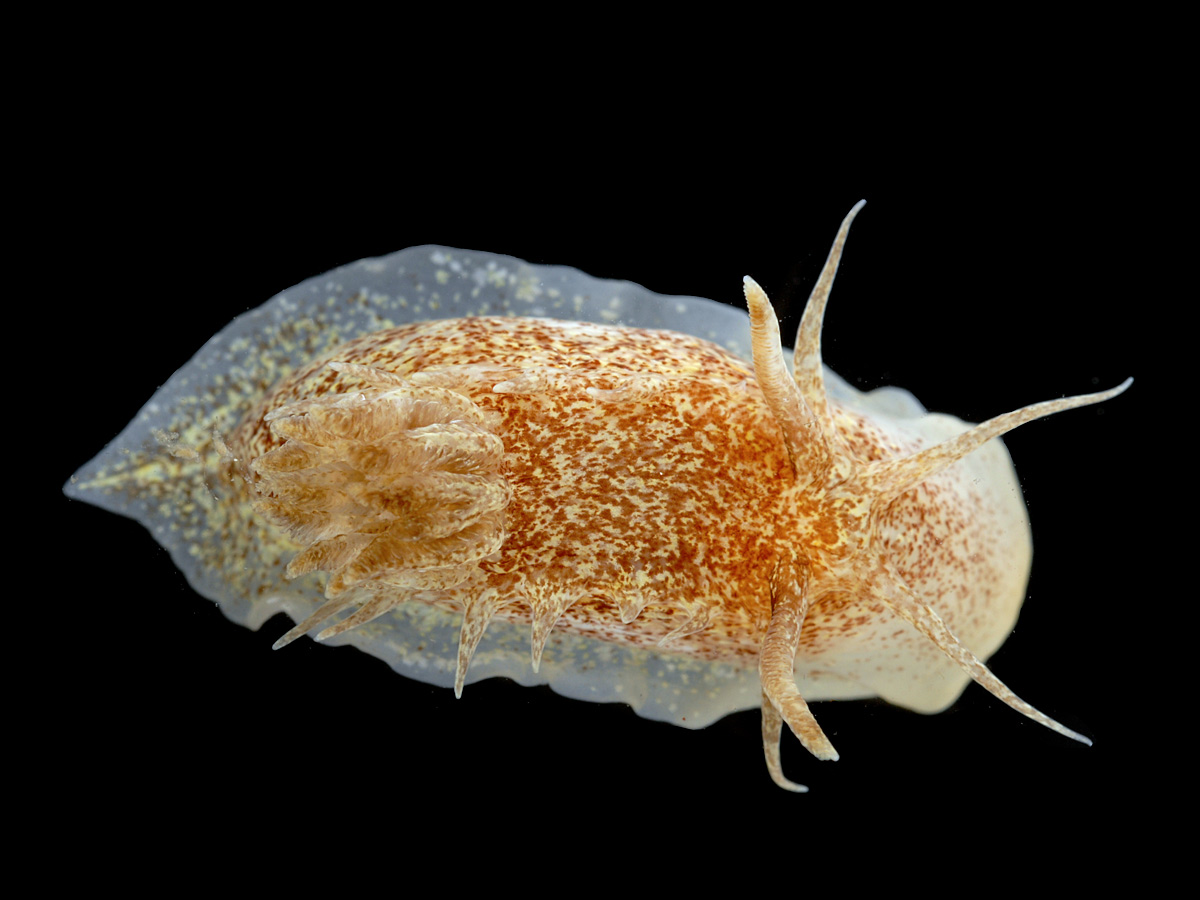
Okenia pulchella
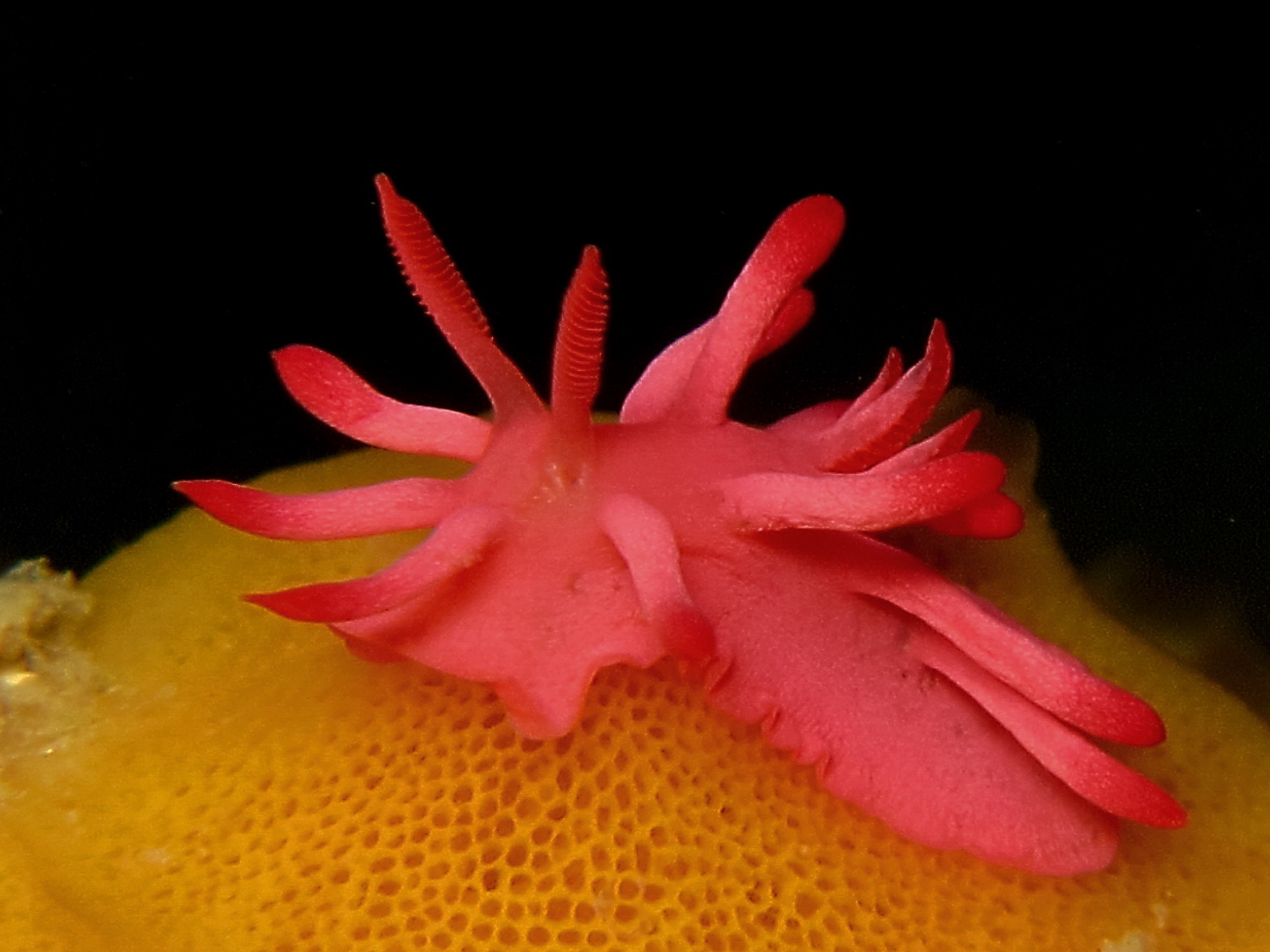
Okenia atkinsonorum
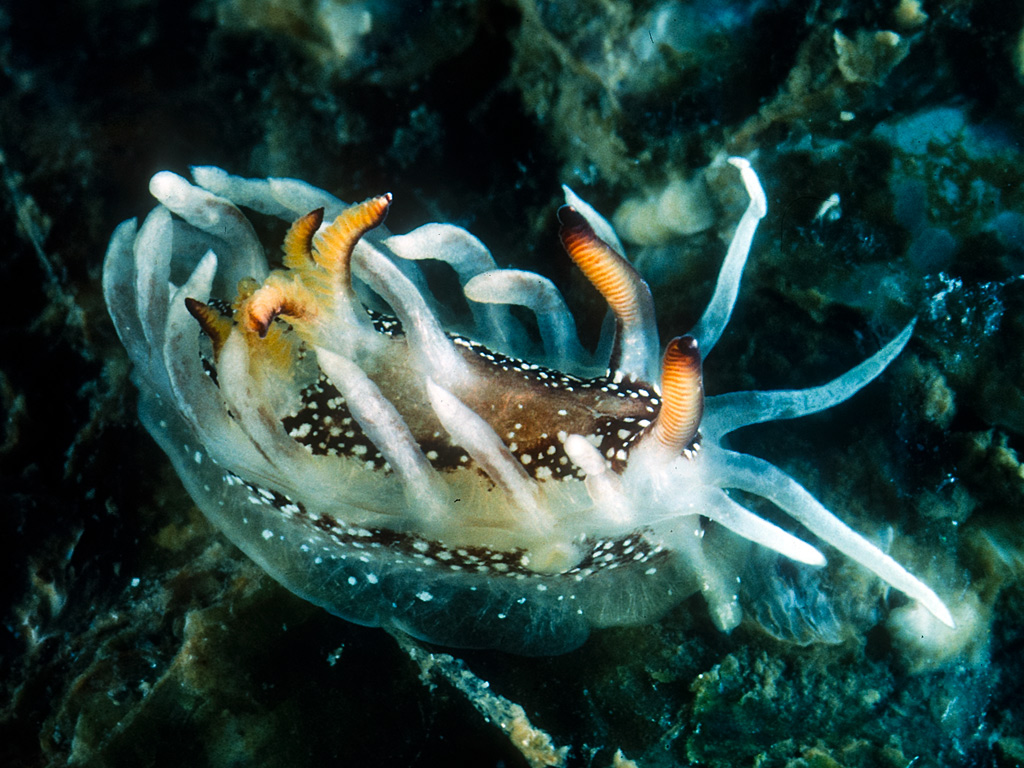
Okenia barnardi
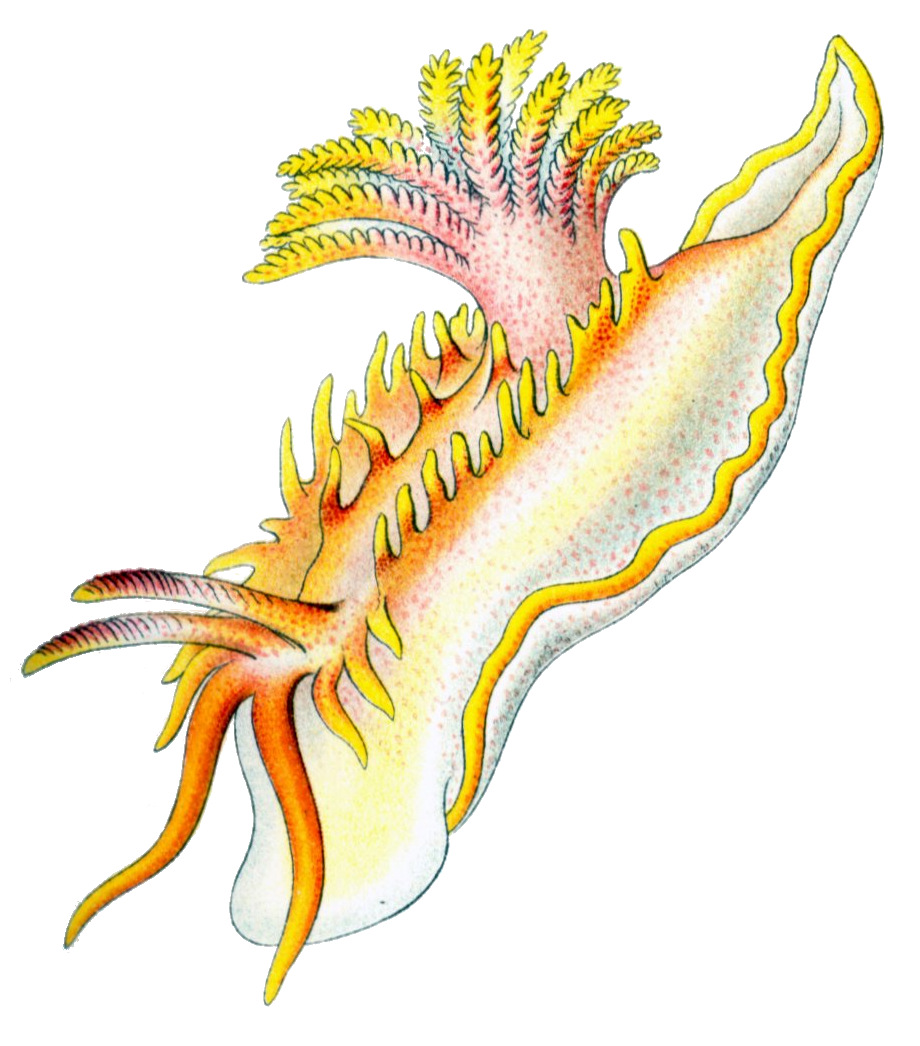
Okenia elegans
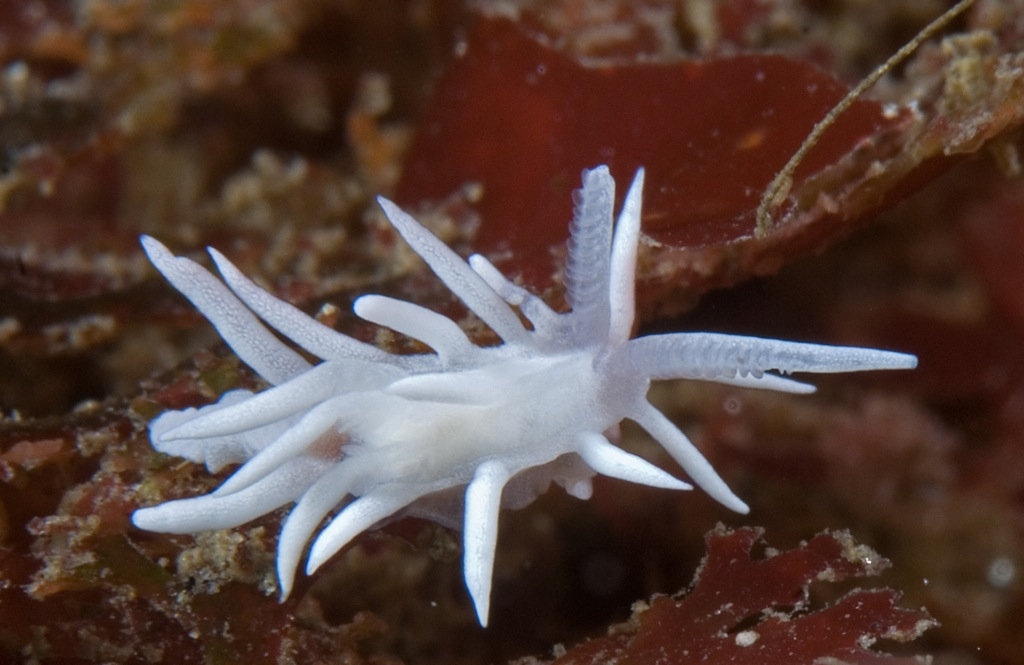
Okenia felis
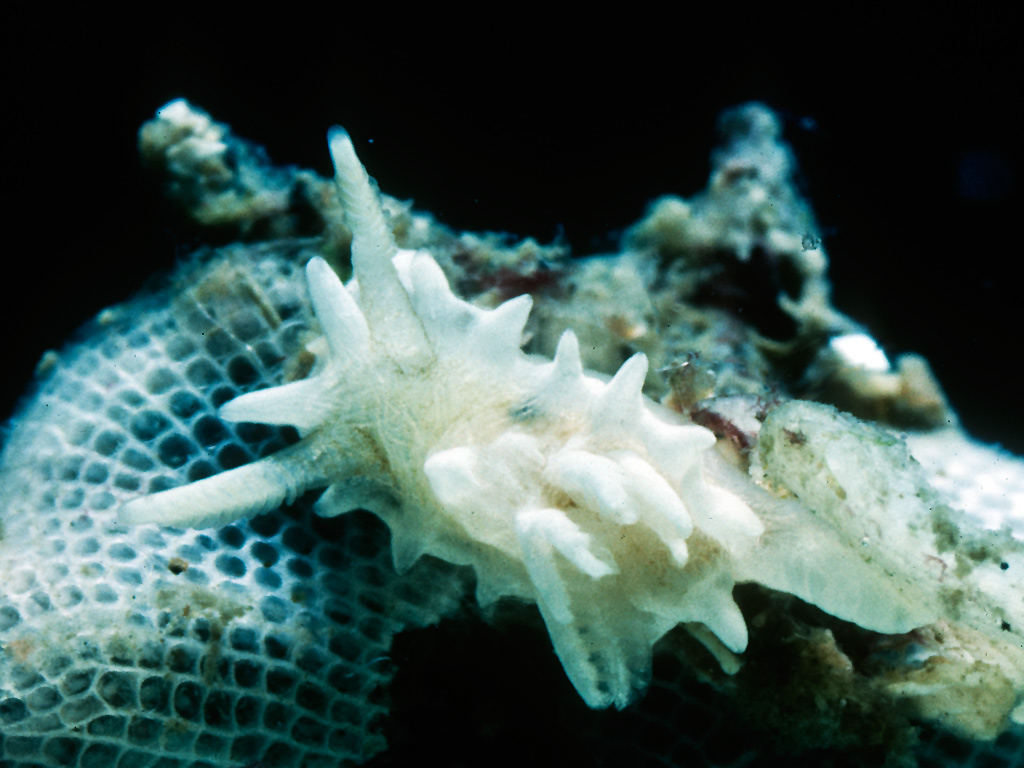
Okenia japonica
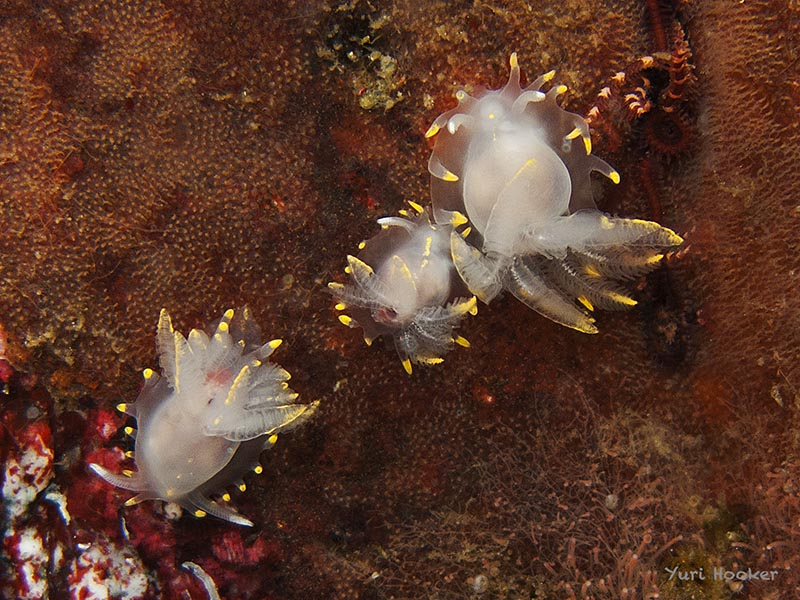
Okenia luna
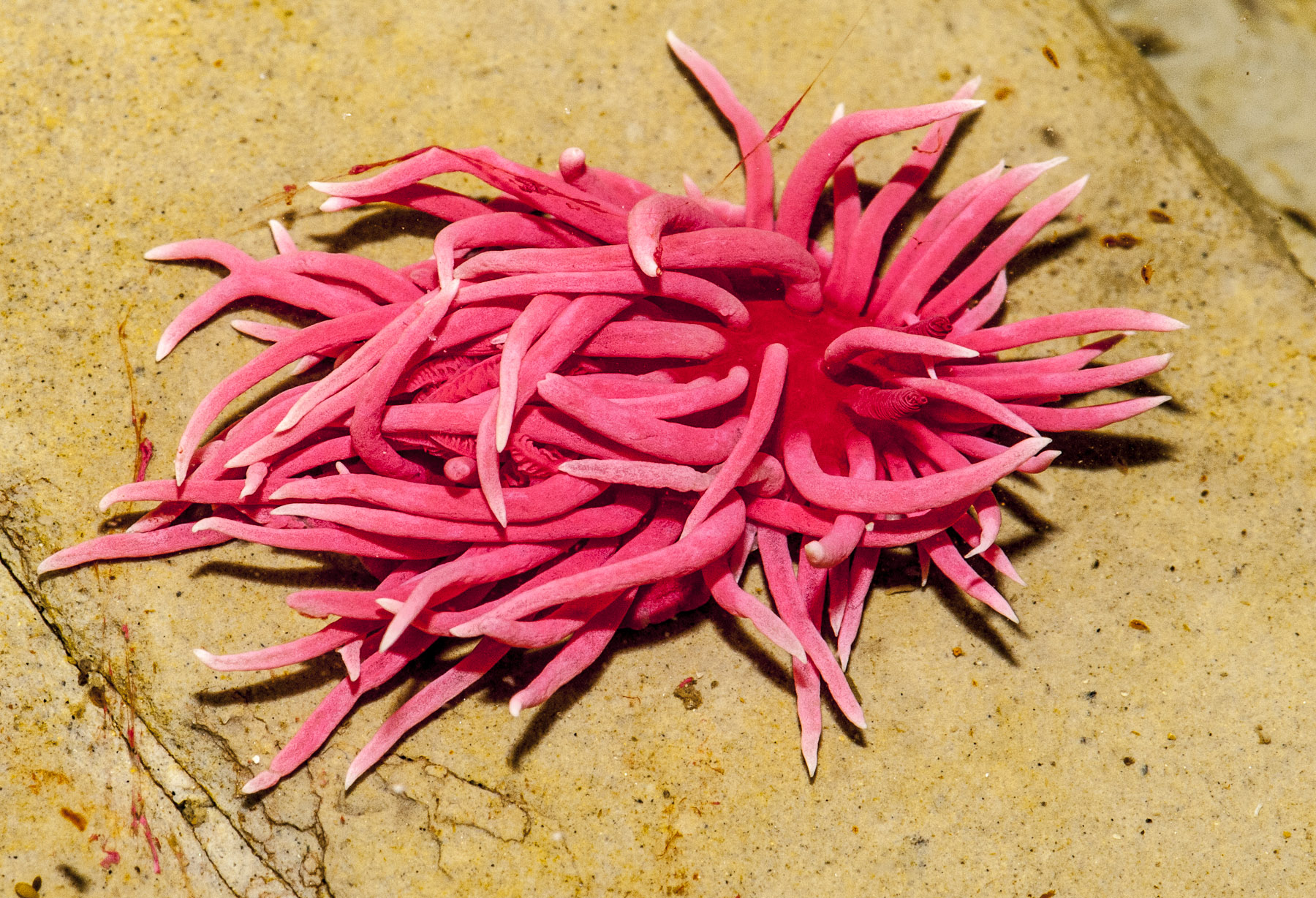
Okenia rosacea